# Eggy Ley
Derek William „Eggy“ Ley (* 4. November 1928 in London; † 20. Dezember 1995 in Delta (British Columbia)) war ein britischer Jazzmusiker (Sopran- und Altsaxophon, Gesang) und Radioproduzent. Er gilt als einer der ersten britischen Sopransaxophonisten im Jazz.

## Leben und Wirken
Ley spielte zunächst Schlagzeug und Boogie-Woogie-Piano. Während seines Militärdienstes in der Royal Air Force entdeckte er das Sopransaxophon. Er spielte mit Mick Colliers Chicago Rhythm Kings (1952), mit Eric Silk (1953) und mit Stan Sowden (1955). Dann gründete er eine eigene Trad-Jazz-Band, die im August 1955 ein längeres Gastspiel in der New Orleans Bar in Hamburg erhielt. Bis 1962 blieb er mit seiner Band an unterschiedlichen Orten Deutschlands und Skandinaviens verpflichtet und spielte mehrere Platten, auch mit Benny Waters, für unterschiedliche Label ein, von denen der Blues for St. Pauli in Deutschland ein Hit wurde. Dann spielte er mit seiner Band regelmäßig in London, produzierte aber auch für Radio Luxemburg. Zwischen 1969 und 1983 produzierte er für den British Forces Broadcasting Service. Während der 1970er Jahre leitete er gemeinsam mit Hugh Rainey die Band Jazz Legend. Auch nahm er gemeinsam mit Cy Laurie auf. 1982 gründete er seine Band Hot Shots, betrieb die Zeitung Jazzin’ Around und tourte auch im Ausland, bevor er in den späten 1980er Jahren nach Kanada migrierte. Er starb an den Folgen eines Herzinfarkts.

## Lexikalische Einträge
- Ian Carr, Digby Fairweather, Brian Priestley: The Rough Guide to Jazz. Rough Guide, London, 2004, ISBN 978-1843532569.
- John Chilton Who's Who of British Jazz Continuum, London 2004 (2. Auflage)